# Géographie des Pyrénées-Atlantiques
Les Pyrénées-Atlantiques sont un département du sud-ouest de la France situé au fond du golfe de Gascogne. C'est le département le plus méridional de la région Nouvelle-Aquitaine. C'est le 10e département français pour sa superficie avec 7 645 km2 et le 37e pour sa population avec 600 018 hab. au recensement de 1999.
Il est limitrophe des départements des Landes, du Gers et des Hautes-Pyrénées au nord et à l'est, de l'Espagne (Huesca, Navarre et Guipuscoa) au sud.
Le territoire du département présente deux singularités :
- l'île des Faisans, où a été signé le Traité des Pyrénées en 1659, est une île sur la Bidassoa formant un condominium dont la responsabilité échoit alternativement à la France et à l'Espagne, tous les six mois ;
- les deux enclaves du département des Hautes-Pyrénées qui regroupent 5 communes. Il s'agit d'une survivance de l'époque féodale. Sur la demande des habitants les constituants ont respecté cette singularité en 1790.

## Paysages

Paysages des Pyrénées-Atlantiques :
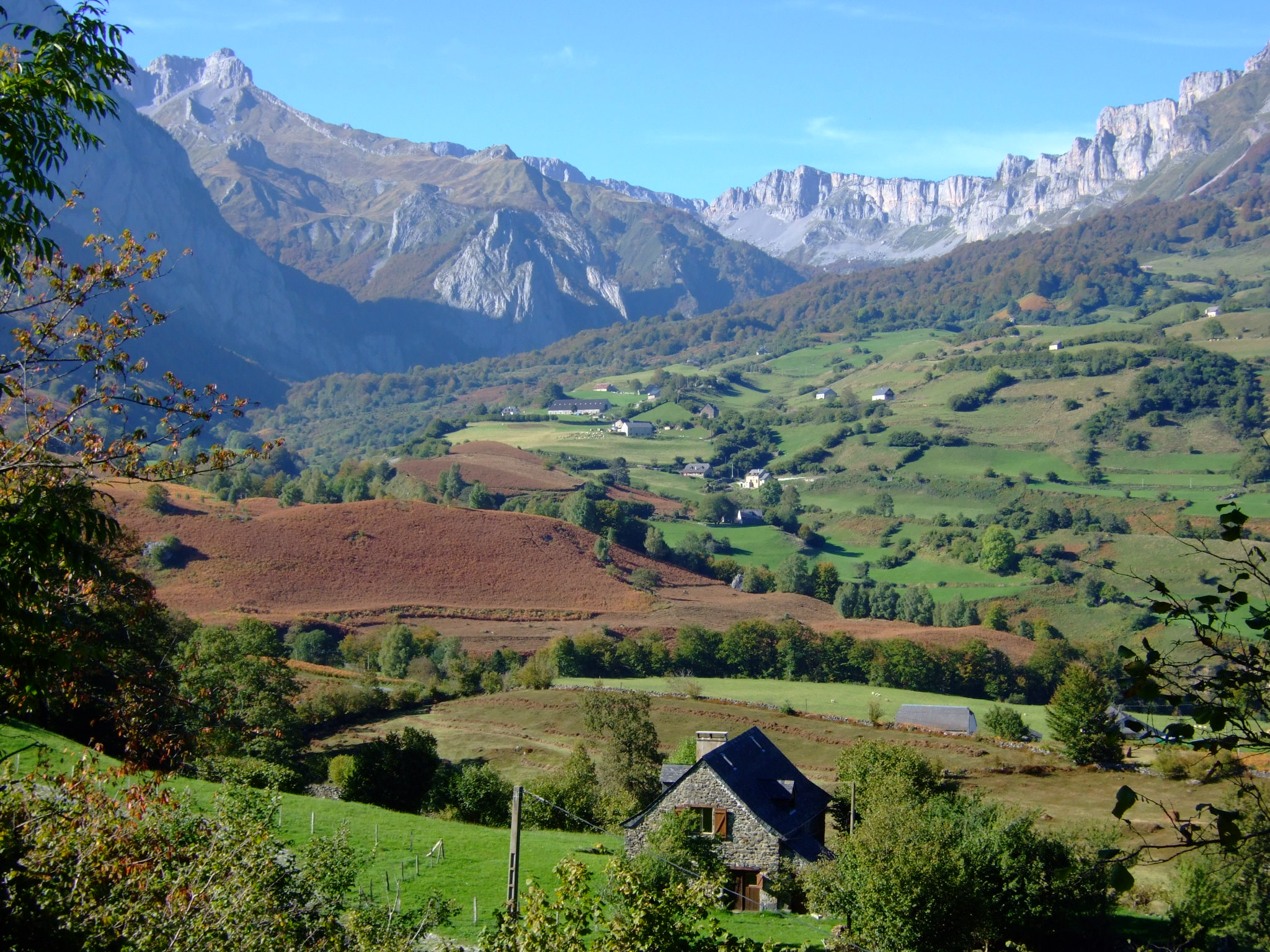
Lescun, vue en direction du Pas d'Azuns, dans le sud-est.
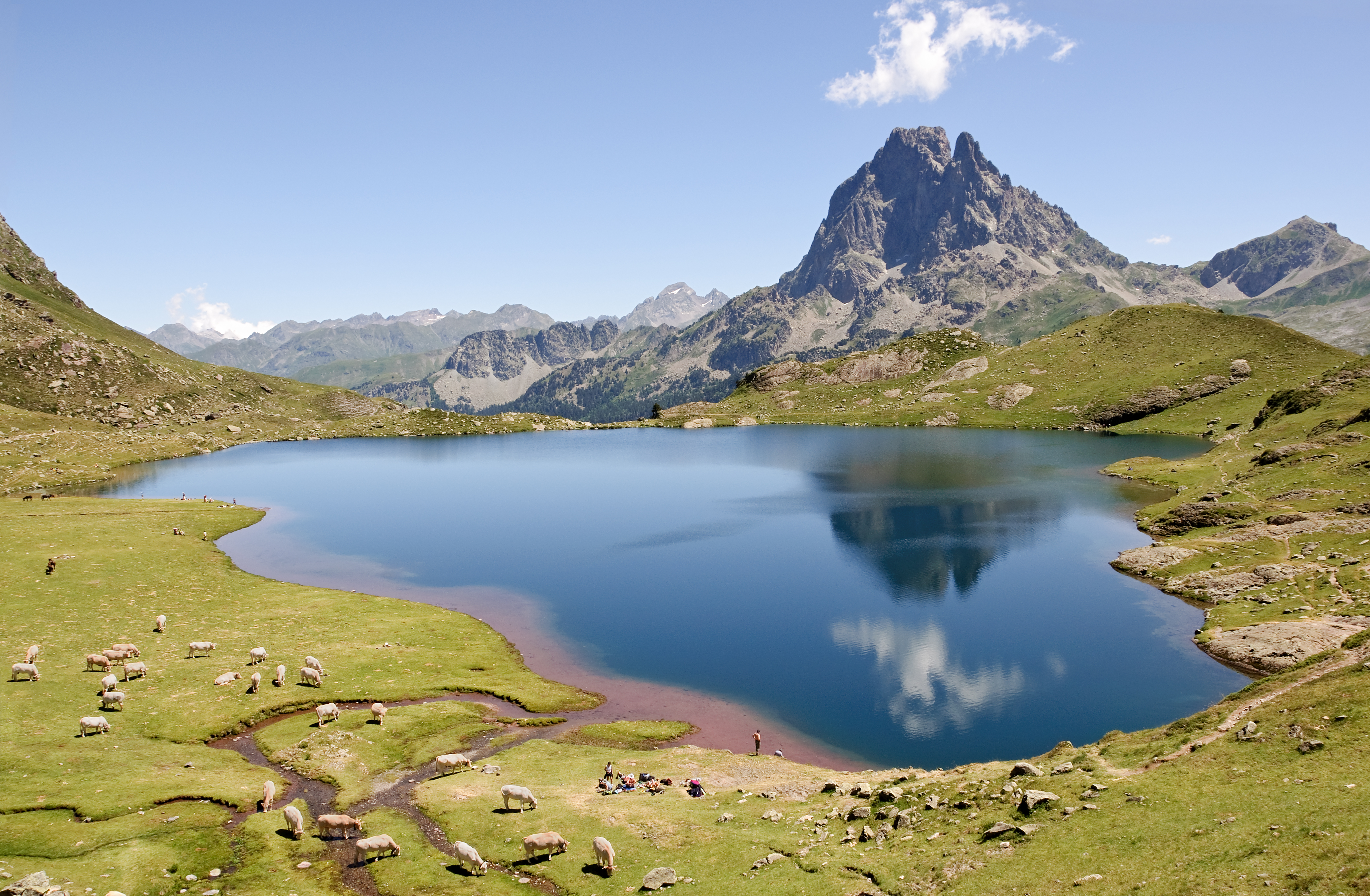
Le lac Gentau reflétant le pic du Midi d'Ossau, dans le sud-est.
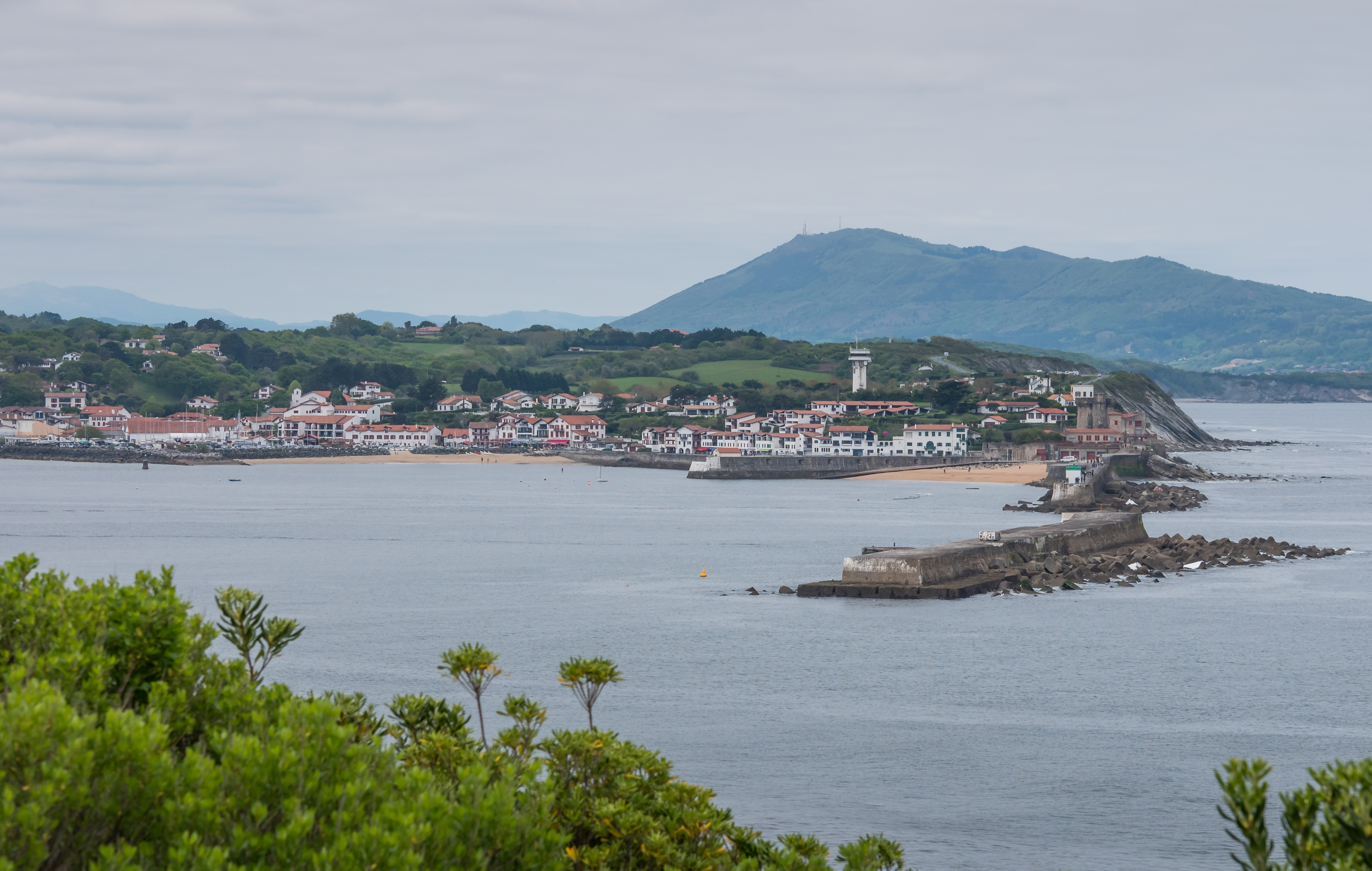
La côte vers Saint-Jean-de-Luz, à l'ouest.
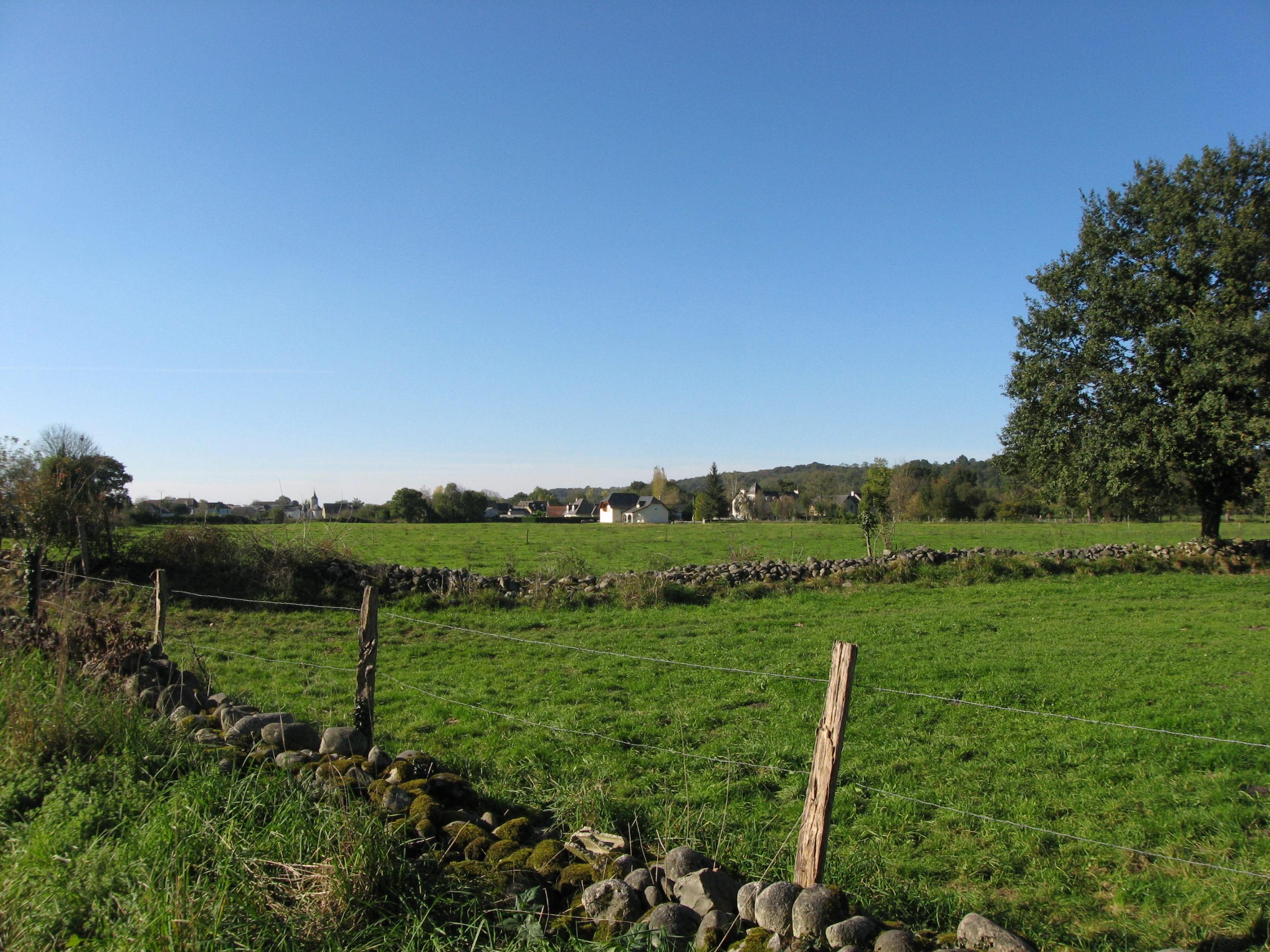
Précilhon, en plaine, au centre-est.

## Hydrographie
Tous les cours d'eau des Pyrénées-Atlantiques appartiennent au bassin de l'Adour à l'exception des petits fleuves côtiers du Pays basque, à savoir l'Uhabia, la Nivelle, l'Untxin et la Bidassoa qui se jettent directement dans le golfe de Gascogne.
On distingue deux bassins principaux, le bassin des gaves et le bassin des nives.

### Le bassin des gaves
Dans la partie occidentale du département, les rivières se jettent dans les gaves de Pau ou d'Oloron à l'exception du Luy de France et du Luy de Béarn qui naissent au nord-est du département et se rejoignent dans le département des Landes pour former le Luy, lequel se jette dans l'Adour.
Le gave d'Oloron reçoit principalement les cours d'eau pyrénéens du Haut-Béarn et de la Soule. Né à Oloron-Sainte-Marie de la confluence des gaves d'Aspe et d'Ossau, il reçoit peu après les eaux du Vert qui irrigue la vallée de Barétous puis, en aval, celles du Saison ou gave de Mauléon, principal cours d'eau de la Soule.
Le gave de Pau, né au cirque de Gavarnie, entre dans le département à Lestelle-Bétharram et reçoit les eaux de l'Ouzoum, du Béez, de l'Ousse et de la Baïse.
Les deux gaves forment les Gaves réunis avant de se jeter dans l'Adour.

### Le bassin des nives
La Nive, née à Saint-Jean-Pied-de-Port de la confluence de la nive de Béhérobie, de la nive d'Arnéguy et du Laurhibar, reçoit les eaux de la nive des Aldudes à Saint-Martin-d'Arrossa et du Bastan à Bidarray et conflue dans l'Adour à Bayonne, avant que celui-ci se jette dans l'océan Atlantique.
Entre ces deux bassins on trouve des rivières qui se jettent dans l'Adour : la Bidouze à Guiche, l'Aran à Urt et l'Ardanabia.

## Liste des sommets
Le département culmine au sommet du pic Palas sur la frontière franco-espagnole à 2 974 m.
Classés selon l'altitude :
- Pic Palas 2 974 m
- Pic du Midi d'Ossau 2 884 m
- Pic du Lurien 2 826 m
- Pic d'Arriel 2 824 m
- Pic des Tourettes 2 771 m
- Géougue d'Arre 2 619 m
- L'Arre Sourins 2 614 m
- Pic de Ger 2 613 m
- Pic de Sesques 2 606 m
- Pic d'Anie 2 504 m
- Latte de Bazen 2 472 m
- Pic d'Ansabère 2 377 m
- Pic du Soumcouy 2 315 m
- Pic de l'Arraille 2 147 m
- Pic d'Arlas 2 044 m
- Pic d'Orhy 2 017 m
- Pic Montagnon 1 973 m
- Pic de Bizkarzé 1 657 m
- Hautza 1 304 m
- Hauzkoa 1 268 m
- Adartza 1 247 m
- Antchola 1 125 m
- Iparla 1 049 m
- Ichtauz 1 024 m
- Artzamendi 924 m
- La Rhune 900 m
- Mont Baïgura 897 m
- Mont Ursuya 681 m
- Abarratea 345 m

## Liste des cols

### Cols du Pays basque français
- Col d'Osin
- Col d'Ibardin
- Col de Pinodieta
- Col de Lizarrieta
- Col d'Urquiaga
- Col de Roncevaux
- Col de Burdincurutcheta
- Col Bagargui
- Col d'Osquich
- Col d'Aphanize
- Port de Larrau

### Cols de la vallée de Barétous
- Col de la Pierre Saint-Martin
- Col du Soudet

### Cols de la vallée d'Aspe
- Col du Somport
- Col de Marie-Blanque
- Col d'Ichère

### Cols de la vallée d'Ossau
- Col du Pourtalet
- Col de l'Aubisque
- Col des Moines

## Liste des cours d'eau

### Fleuves
- Adour 308 km, fleuve du sud-ouest (bassin Adour-Garonne)

#### Fleuves côtiers
- Bidassoa 76 km
- Nivelle 45 km
- Uhabia 15 km
- Untxin 9 km

### Rivières

#### Affluents de l'Adour
- Gabas 117 km
- Bidouze 82 km
- Nive 79 km
- Joyeuse 27 km
- Ardanavy 26 km
- Gaves réunis réunion  des gaves de Pau et d'Oloron.

#### Affluents du Luy (affluent de l'Adour à son tour)
- Luy de France 80 km
- Luy de Béarn 70 km

#### Affluents du gave de Pau
- Laà 29 km
- Las Hies 22 km
- Néez
- Ousse 42 km
- Ouzoum 33 km
- Bées
- Gest 15 km

#### Affluents du gave d'Oloron
- Gave d'Aspe 58 km
- Gave d'Ossau 48,5 km
- Vert 35 km
- Saison 54 km
- Saleys 49 km

#### Affluents du gave d'Ossau
- Gave de Brousset
- Gave de Bious
- Gave de Soussouéou 16 km
- Gave du Valentin
- Gée
- Soude
- Canceigt 10 km

#### Affluents du gave d'Aspe
- Gave de Lescun 13 km
- Lourdios
- Le Sescoue
- Le Gabarret

#### Affluents de la Nive
- Nive de Béhérobie
- Nive d'Arnéguy ou Petite Nive 21 km
- Laurhibar 28 km
- Nive des Aldudes 36 km
- Bsatan
- Orion
- Esterenguibel

#### Affluent de la Nivelle
- Sare

## Liste des lacs

### Lacs de la vallée d'Aspe
- Lac de Lhurs
- Lac d'Ansabère
- Lac d'Ourbiette
- Lac d'Arlet
- Puits d'Arious
- Lac du Peilhou
- Lac d'Anglus
- Lac d'Estaens

### Lacs de la vallée d'Ossau
- Lac de Castet
- Lac du Montagnon
- Lac d'Isabe
- Lac d'Er
- Lac d'Aule
- Barrage de Bious-Artigues
- Lacs d'Ayous
- Lac du Miey
- Lac Gentau
- Lac Bersau
- Lac Castérau
- Lac Paradis
- Plaa de las Baques
- Lac de Peyreget
- Lac du col de Peyreget
- Lac de Pombie
- Barrage de Fabrèges
- Lac du Lurien
- Lac de Labachotte
- Lacs d'Ormiélas
- Lac de l'Ours
- Lacs Milhas
- Lac d'Artouste
- Lacs de Batboucou
- Lacs de Carnau
- Lacs d'Estibère
- Laquets d'Arrémoulit
- Lacs d'Arrémoulit
- Lac du Palas
- Lac d'Arrious
- Lac d'Anglas
- Lac d'Uzious
- Lac du Lavedan
- Lacs de Louesque
- Lacs du Plaa de Segouné
- Lacs de la Cinda Blanque